# Zondacrypto Arena
Zondacrypto Arena (dříve Eisstadion Davos a Vaillant Arena) je hala nacházející se ve městě Davos, ve Švýcarsku. Primárně je využívaná pro lední hokej a je domovem týmu HC Davos. Hala pojme 7080 diváků, z čehož jsou 3280 místa  k sezení. Každý rok hostí Spengler Cup.
Největší renovace, které obsahuje opravu ochozů, započala před sezonou 2017-2018. Kapacita nebude zvýšena a celková cena by měla být okolo 21 milionu CHF. Rekonstrukce začala v roce 2018 a očekávané dokončení by mělo být v roce 2021.

## Lední hokej
Na začátku 20. století, hrál Davos domácí zápasy pod širým nebem. První pokus o zastřešení arény proběhl okolo roku 1970. Těsně po začátku pracování na dřevěné střeše byl projekt zastaven z důvodu nedostatku financí.
V roce 1979 se Davos dokázal probojovat do nejvyšší Švýcarské soutěže a zastřešení arény bylo nezbytné.
V roce 1998 byla renovována západní tribuna a namísto obrovské tribuny byly postaveny dvě řady plastových sedaček. Po této rekonstrukci aréna pojala 7,680 lidí.
V létě 2005 byla postavena nová, moderní tribuna, které zahrnovala restauraci „Nordside“, VIP sekci, sektor pro sponzory a nové kabiny, které byly postaveny v severním sektoru. Kapacita byla díky této stavbě snížena na 7,080. Dále pokračovala tato renovace v roce 2006. Přidány byly obrazovky pro reklamu a ochrana v podobě bezpečnostních složek na severní a východní tribuně.
V lednu 2007 byla moderní hokejová hala přejmenována na „Vaillant Arena“ pro firmě Vaillant Group, která přispěla 3 miliony CHF na renovaci.

## Galerie

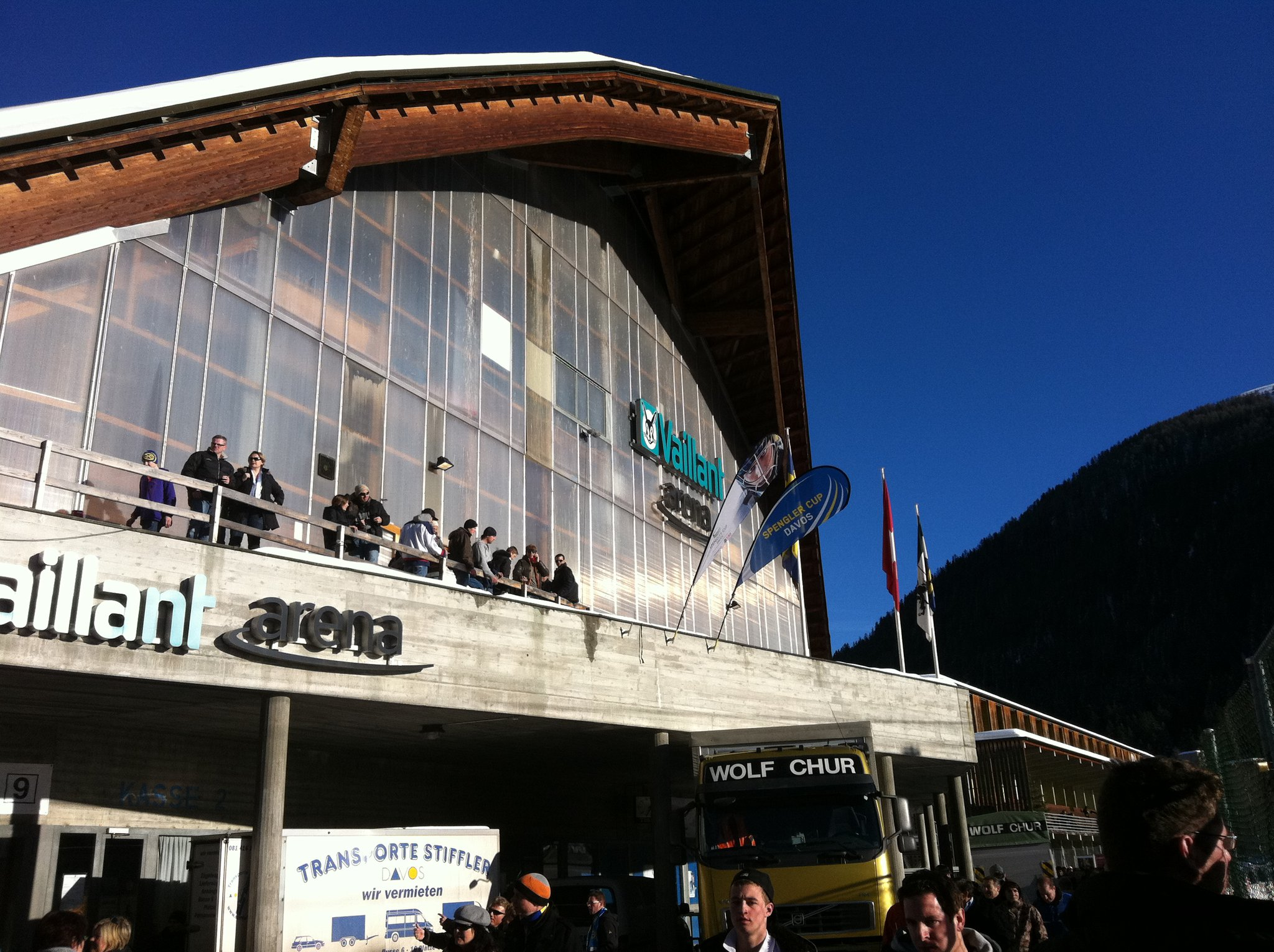
Pohled z venku
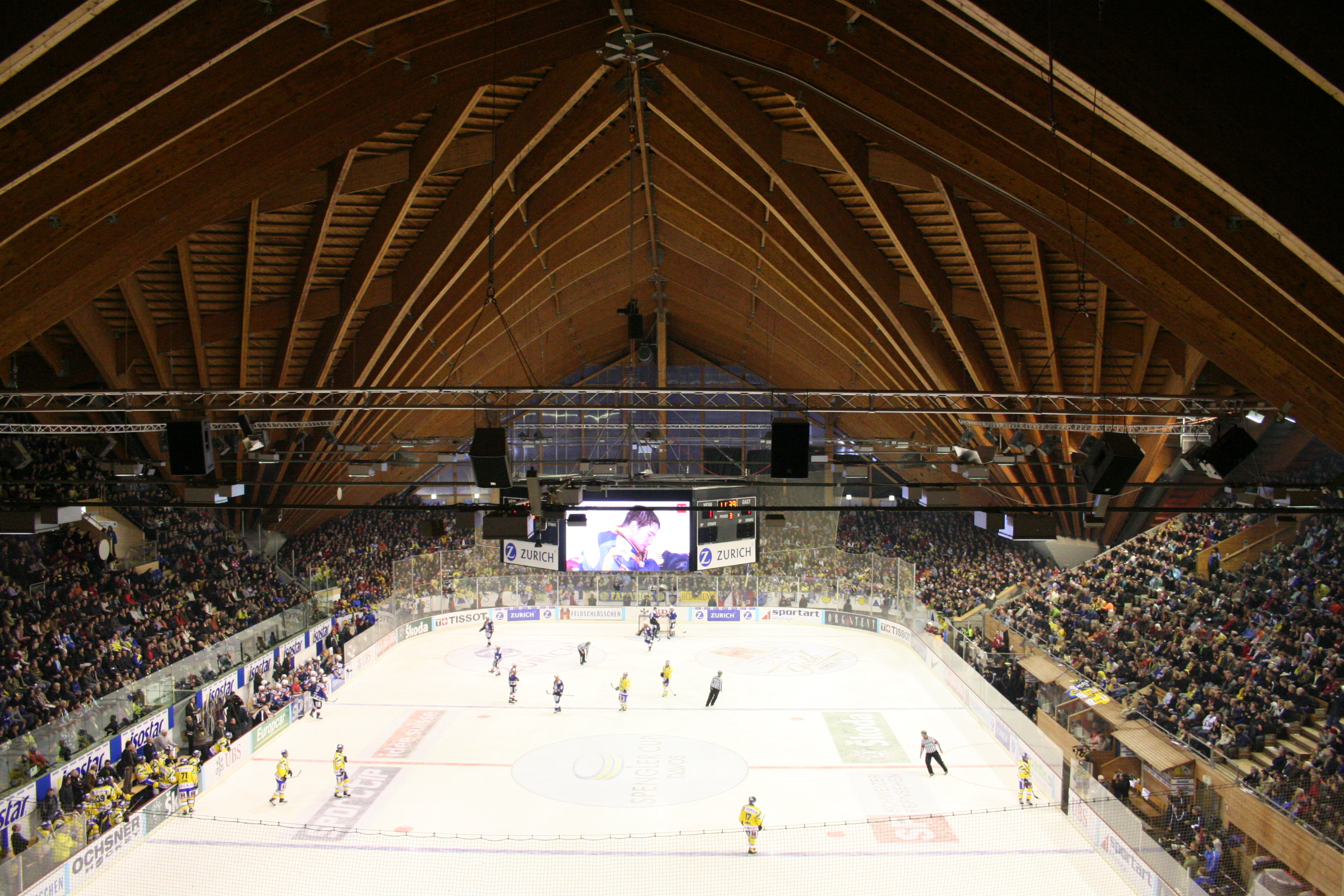
Vaillant Arena během Spenglerova poháru 2006.